# Franglish

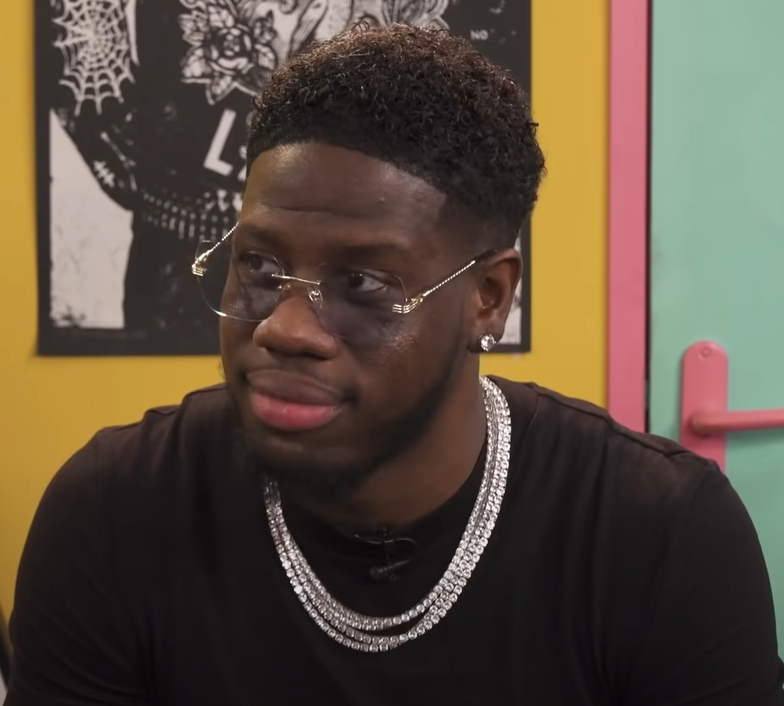
Franglish (2020)

Franglish (* 2. August 1994 in Paris; bürgerlich Gédéon Mundele Ngolo) ist ein französischer Rapper und Sänger.

## Karriere
Franglish begann schon als Kind, Interesse an Hip-Hop zu entwickeln und begann selbst Lieder nachzusingen und nachzurappen. Zu seinen Einflüssen zählt er Tyga und Bow Wow.
In seiner Jugend trat er dem Rapkollektiv Brownie Dubz Gang bei. Seinen Spitznamen Franglish bekam er, da er französische und englische Sprache in seinen Texten verbindet.
2013 veröffentlichte er sein erstes Mixtape The Franglish Prototype, 2015 folgte Changement d’ambiance.
Mit seinem dritten Mixtape Signature erreichte er 2017 erstmals die französischen Charts, bevor er 2019 mit Monsieur sein Debüt-Studioalbum herausbrachte. Dieses stieg bis in die Top 20 und wurde mit Platin ausgezeichnet.
Seine Nachfolgealben Vibe (2021) und Glish (2022) schafften es beide bis in die Top fünf der Charts.

## Diskografie

### Alben
| Jahr | Titel Musiklabel                                | Höchstplatzierung, Gesamtwochen, AuszeichnungChartplatzierungen (Jahr, Titel, Musiklabel, Platzierungen, Wochen, Auszeichnungen, Anmerkungen) | Höchstplatzierung, Gesamtwochen, AuszeichnungChartplatzierungen (Jahr, Titel, Musiklabel, Platzierungen, Wochen, Auszeichnungen, Anmerkungen) | Höchstplatzierung, Gesamtwochen, AuszeichnungChartplatzierungen (Jahr, Titel, Musiklabel, Platzierungen, Wochen, Auszeichnungen, Anmerkungen) | Anmerkungen                                     | [↑]: gemeinsam behandelt mit vorhergehendem Eintrag; [←]: in beiden Charts platziert |
| Jahr | Titel Musiklabel                                | FR | BEW | CH | Anmerkungen                                     |                                                                                      |
| ---- | ----------------------------------------------- | --- | --- | --- | ----------------------------------------------- | ------------------------------------------------------------------------------------ |
| 2017 | Signature Lutèce Music                          | FR144 (1 Wo.)FR | BEW187 (1 Wo.)BEW | — | Erstveröffentlichung: 10. November 2017 Mixtape |                                                                                      |
| 2019 | Monsieur Lutèce Music / Capitol Records (UMG)   | FR16 Platin · (140 Wo.)FR | BEW57 (42 Wo.)BEW | CH99 (1 Wo.)CH | Erstveröffentlichung: 5. April 2019             |                                                                                      |
| 2021 | Vibe Lutèce Music                               | FR3 Gold · (65 Wo.)FR | BEW14 (18 Wo.)BEW | CH40 (1 Wo.)CH | Erstveröffentlichung: 9. Juli 2021              |                                                                                      |
| 2022 | Mood2 (Vibe) Lutèce Music[FR: ↑][BEW: ↑][CH: ↑] | FR3 Gold · (65 Wo.)FR | BEW14 (18 Wo.)BEW | CH40 (1 Wo.)CH | Erstveröffentlichung: 24. März 2022             |                                                                                      |
| 2022 | Glish Lutèce Music                              | FR6 Platin · (… Wo.)FR | BEW21 Gold · (31 Wo.)BEW | CH48 (1 Wo.)CH | Erstveröffentlichung: 27. Oktober 2022          |                                                                                      |
| 2023 | Mood3 (Glish) Lutèce Music[FR: ↑]               | FR6 Platin · (… Wo.)FR | BEW77 (3 Wo.)BEW[CH: ↑] | CH48 (1 Wo.)CH | Erstveröffentlichung: 1. Juni 2023              |                                                                                      |
| 2024 | Prime Lutèce Music                              | FR9 Gold · (54 Wo.)FR | BEW39 (5 Wo.)BEW | CH49 (1 Wo.)CH | Erstveröffentlichung: 16. Februar 2024          |                                                                                      |
| 2025 | Aura Lutèce Music                               | FR3 (… Wo.)FR | BEW25 (8 Wo.)BEW | CH49 (1 Wo.)CH | Erstveröffentlichung: 11. April 2025            |                                                                                      |

Weitere Alben
- 2013: The Franglish Prototype (Mixtape)
- 2015: Changement d’ambiance (Mixtape)

### EPs
- 2024: DK (mit Imen Es)

### Singles
| Jahr | Titel Album                            | Höchstplatzierung, Gesamtwochen, AuszeichnungChartplatzierungen (Jahr, Titel, Album, Platzierungen, Wochen, Auszeichnungen, Anmerkungen) | Höchstplatzierung, Gesamtwochen, AuszeichnungChartplatzierungen (Jahr, Titel, Album, Platzierungen, Wochen, Auszeichnungen, Anmerkungen) | Höchstplatzierung, Gesamtwochen, AuszeichnungChartplatzierungen (Jahr, Titel, Album, Platzierungen, Wochen, Auszeichnungen, Anmerkungen) | Anmerkungen                                             |
| Jahr | Titel Album                            | FR | BEW | CH | Anmerkungen                                             |
| --- | -------------------------------------- | --- | --- | --- | ------------------------------------------------------- |
| 2018 | Plus rien Monsieur                     | FR185 (2 Wo.)FR | — | — | Erstveröffentlichung: 17. August 2018 feat. KeBlack     |
| 2020 | Biberon Monsieur (Mood Edition)        | FR69 (10 Wo.)FR | — | — | Erstveröffentlichung: 28. Mai 2020 feat. Tiakola & Leto |
| 2020 | My Salsa Monsieur (Mood Edition)       | FR5 Diamant · (43 Wo.)FR | BEW35 (15 Wo.)BEW | — | Erstveröffentlichung: 19. Juni 2020 feat. Tory Lanez    |
| 2020 | Mauvais garçon Monsieur (Mood Edition) | FR64 (2 Wo.)FR | — | — | Erstveröffentlichung: 26. Juni 2020                     |
| 2021 | Bonnie & Clyde Vibe                    | FR152 (2 Wo.)FR | — | — | Erstveröffentlichung: 18. Februar 2021                  |
| 2021 | Baby Mama Vibe                         | FR106 Gold · (4 Wo.)FR | — | — | Erstveröffentlichung: 20. Mai 2021                      |
| 2021 | Trucs de choses (Game Over 3) –        | FR22 Diamant · (40 Wo.)FR | — | — | Erstveröffentlichung: 29. Juli 2021 mit Gradur          |
| 2022 | Big Drip Mood2 (Vibe)                  | FR60 (2 Wo.)FR | — | — | Erstveröffentlichung: 23. März 2022 feat. Gazo          |
| 2022 | La calle Mood2 (Vibe)                  | FR33 (4 Wo.)FR | — | — | Erstveröffentlichung: 23. März 2022 mit Koba LaD        |
| 2022 | Mano Glish                             | FR43 Gold · (11 Wo.)FR | — | — | Erstveröffentlichung: 22. September 2022                |
| 2023 | Trop parler Mood3 (Glish)              | FR64 Platin · (17 Wo.)FR | — | — | Erstveröffentlichung: 3. August 2023                    |
| 2023 | J’ai Payé –                            | FR36 (5 Wo.)FR | — | — | Erstveröffentlichung: 13. Oktober 2023 mit Negrito      |
| 2023 | Ça c’est bien Mood3 (Glish)            | FR71 (2 Wo.)FR | — | — | Erstveröffentlichung: 9. November 2023 feat. Dystinct   |
| 2024 | Si t’es pas là Prime                   | FR120 Gold · (4 Wo.)FR | — | — | Erstveröffentlichung: 25. Januar 2024                   |
| 2024 | Solide Prime                           | FR164 (1 Wo.)FR | — | — | Erstveröffentlichung: 6. Juni 2024                      |
| 2025 | La pluie Aura                          | FR24 Gold · (17 Wo.)FR | — | — | Erstveröffentlichung: 21. Februar 2025 feat. Dinos      |
| 2025 | Tu veux quoi –                         | FR81 (… Wo.)FR | — | — | Erstveröffentlichung: 11. Juli 2025 mit Landy           |
| Folgende Lieder erschienen nicht als Single, wurden aber durch das Album zum Download und Streaming bereitgestellt und konnten somit eine Platzierung erlangen: |                                        | | | |                                                         |
| |                                        | | | |                                                         |
| 2020 | Ex Monsieur (Mood Edition)             | FR140 Gold · (1 Wo.)FR | — | — |                                                         |
| 2021 | Sans moi Vibe                          | FR41 Gold · (14 Wo.)FR | — | — | feat. Aya Nakamura                                      |
| 2021 | Slide Vibe                             | FR141 (1 Wo.)FR | — | — | feat. Hamza                                             |
| 2021 | Glish vs Glish Vibe                    | FR153 (1 Wo.)FR | — | — |                                                         |
| 2021 | Peur d’aimer Vibe                      | FR176 (1 Wo.)FR | — | — |                                                         |
| 2021 | Nuit blanche Vibe                      | FR188 (1 Wo.)FR | — | — |                                                         |
| 2022 | Sécu Glish                             | FR16 Gold · (13 Wo.)FR | — | — | feat. Ninho                                             |
| 2022 | Béton Glish                            | FR103 Gold · (3 Wo.)FR | — | — | feat. RSKO                                              |
| 2022 | Non non Glish                          | FR117 (1 Wo.)FR | — | — | feat. Gradur                                            |
| 2022 | Cookie Glish                           | FR159 (1 Wo.)FR | — | — | feat. Dadju                                             |
| 2022 | Nous 2 Glish                           | FR162 Gold · (1 Wo.)FR | — | — |                                                         |
| 2022 | Squad Glish                            | FR198 (1 Wo.)FR | — | — |                                                         |
| 2023 | Djo Mood3 (Glish)                      | FR18 (4 Wo.)FR | — | — | feat. Aya Nakamura & Hamza                              |
| 2023 | Bolingo Mood3 (Glish)                  | FR115 Platin · (14 Wo.)FR | — | — |                                                         |
| 2024 | Position Prime                         | FR3 Diamant · (62 Wo.)FR | BEW10 ×2Doppelplatin · (26 Wo.)BEW | CH81 (7 Wo.)CH |                                                         |
| 2024 | Quitter DK                             | FR81 (5 Wo.)FR | — | — | mit Imen Es                                             |

Weitere Lieder
- 2017: C’est plus l’heure (FR: Gold)
- 2019: Ensemble (FR: Gold)
- 2019: Donna Imma (FR: Gold)

### Gastbeiträge
| Jahr | Titel Album                                               | Höchstplatzierung, Gesamtwochen, AuszeichnungChartplatzierungen (Jahr, Titel, Album, Platzierungen, Wochen, Auszeichnungen, Anmerkungen) | Höchstplatzierung, Gesamtwochen, AuszeichnungChartplatzierungen (Jahr, Titel, Album, Platzierungen, Wochen, Auszeichnungen, Anmerkungen) | Höchstplatzierung, Gesamtwochen, AuszeichnungChartplatzierungen (Jahr, Titel, Album, Platzierungen, Wochen, Auszeichnungen, Anmerkungen) | Anmerkungen                                                      |
| Jahr | Titel Album                                               | FR | BEW | CH | Anmerkungen                                                      |
| --- | --------------------------------------------------------- | --- | --- | --- | ---------------------------------------------------------------- |
| 2018 | Django Gentleman 2.0                                      | FR16 Platin · (56 Wo.)FR | BEW35 (4 Wo.)BEW | — | Erstveröffentlichung: 11. Mai 2018 Dadju feat. Franglish         |
| 2023 | Dans la chambre / Money Plus Comme Avant                  | FR58 Platin · (12 Wo.)FR | — | — | Erstveröffentlichung: 17. März 2023 L2B feat. Franglish          |
| 2023 | Eyes Contact –                                            | FR169 (1 Wo.)FR | — | — | Erstveröffentlichung: 5. Mai 2023 Gambino La MG feat. Franglish  |
| 2023 | Zero Ambition                                             | FR93 (2 Wo.)FR | — | — | Erstveröffentlichung: 22. Dezember 2023 Guy2Bear feat. Franglish |
| 2024 | Boucan Focus                                              | FR1 Diamant · (… Wo.)FR | BEW23 Platin · (25 Wo.)BEW | CH61 (4 Wo.)CH | Erstveröffentlichung: 25. April 2024 KeBlack feat. Franglish     |
| Folgende Lieder erschienen nicht als Single, wurden aber durch das Album zum Download und Streaming bereitgestellt und konnten somit eine Platzierung erlangen: |                                                           | | | |                                                                  |
| |                                                           | | | |                                                                  |
| 2019 | Fiable Queen                                              | FR156 (1 Wo.)FR | — | — | Eva feat. Franglish                                              |
| 2020 | DSL Nos vies                                              | FR132 (1 Wo.)FR | — | — | Imen Es feat. Franglish                                          |
| 2021 | Go Drill FR                                               | FR37 Gold · (4 Wo.)FR | — | — | Gazo feat. Franglish & Landy                                     |
| 2021 | Mayday Capo dei capi - Vol. II & III                      | FR139 (1 Wo.)FR | — | — | Alonzo feat. Franglish                                           |
| 2021 | Excuse My French Moonlight                                | FR135 (1 Wo.)FR | — | — | L’Algérino feat. Franglish                                       |
| 2021 | Comme avant Papillon (Réédition)                          | FR154 (3 Wo.)FR | — | — | Lynda feat. Franglish                                            |
| 2021 | Jolie Le Bien ou Le Mal                                   | FR110 (1 Wo.)FR | — | — | Negrito feat. Franglish                                          |
| 2021 | Black Card Fleur froide - Second état: la cristallisation | FR76 (1 Wo.)FR | — | — | Tayc feat. Franglish & MHD                                       |
| 2022 | No More Drama Calypso: Winter Edition                     | FR198 (1 Wo.)FR | — | — | Joé Dwèt Filé feat. Franglish                                    |
| 2024 | Double jeu Heartbreak Life II                             | FR160 (1 Wo.)FR | — | — | Kaza feat. Franglish                                             |
| 2024 | En rapide Capitale du crime radio                         | FR150 (1 Wo.)FR | — | — | La Fouine feat. Franglish                                        |
| 2025 | Bisous Africa Jungle Part.1                               | FR168 (1 Wo.)FR | — | — | Soolking feat. Franglish                                         |